# Церква святих верховних апостолів Петра і Павла (Сільце)
Церква святих верховних апостолів Петра і Павла в Сільці — парафія і храм греко-католицької громади Підгаєцького деканату Бучацької єпархії Української греко-католицької церкви в селі Сільце Тернопільського району Тернопільської области.

## Історія церкви
Історія церкви в селі Сільце сягає середини XVI століття, коли тут стояв глиняний храм Воскресіння Господнього. У 1700 році була зведена нова дерев'яна церква, імовірно, того ж року парафія перейшла на греко-католицький обряд. У 1802–1803 роках на місці старої збудували нову, велику, дерев'яну церкву в гуцульському стилі, яка діяла до 1937 року.
У 1937 році урядова комісія визнала дерев'яний храм непридатним, і на його місці розпочали будівництво значно більшої кам'яної церкви за проєктом інженера-архітектора Ярослава Фартуха. Наріжний камінь був освячений 12 липня 1938 року. Через початок війни будівництво зупинилося, і зведені стіни простояли до 1952 року, коли їх накрили дахом і почали використовувати як колгоспну комору.
У 1941 році біля недобудованої церкви спорудили тимчасову капличку, яка діяла до 1960 року. Потім її закрили, але відкрили знову у 1989 році в підпорядкуванні РПЦ.
У 1990 році громада розділилася на греко-католиків і православних. Православні не погодились на почергові відправи, тому державна влада передала їм капличку, а греко-католикам — незавершену кам'яну церкву. Щоб не допустити цього, православна громада ухвалила рішення розібрати храм і 5 березня 1993 року зруйнувала будівлю.
12 липня 1994 року греко-католики розпочали відбудову зруйнованого храму. Будівництво завершили за проєктом Ярослава Фартуха. Керував роботами Богдан Залуцький. Урочисте освячення храму відбулося 5 січня 1997 року за участю пароха о. Ігоря Вовчука та священників о. Миколи Мидляка і о. Григорія Петришина.
При парафії діють спільноти «Матері в молитві» та «Жива Вервиця».

## Парохи
- о. Григорій Горбачевич,
- о. Іван Микитей,
- о. Юрій Пашківський,
- о. Володимир Королюк,
- о. Ігор Вовчук,
- о. Ігор Комарницький (з травня 1996).